# Subcomandant Marcos

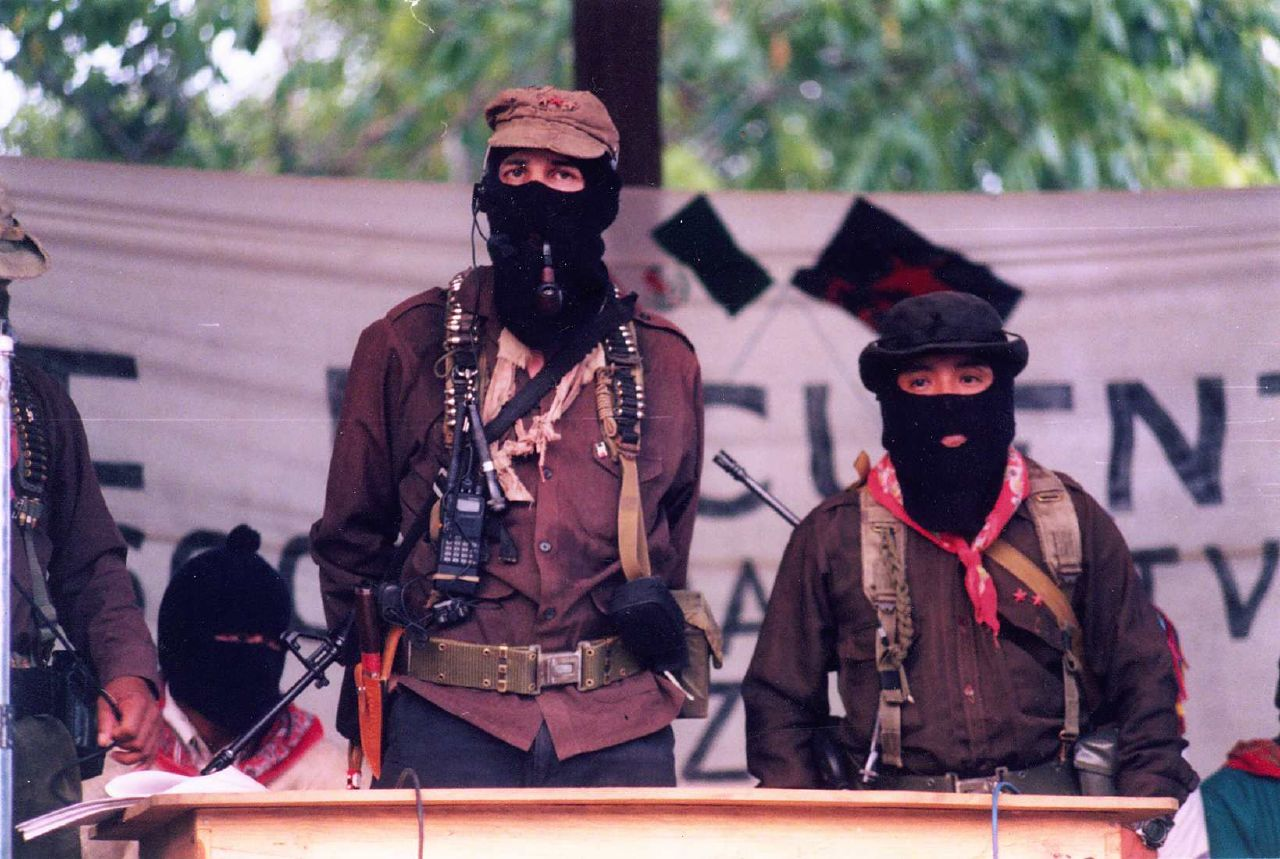
Fotografia del Subcomandant Marcos

El Subcomandant Marcos (o Subcomandant Insurgent Marcos) és el principal portaveu (a voltes vist com a líder) de l'organització armada indígena mexicana denominada "EZLN - Ejército Zapatista de Liberación Nacional" (en català, Exèrcit Zapatista d'Alliberament Nacional), que va fer la seva primera aparició pública l'1 de gener de 1994, quan van llançar una ofensiva militar i va agafar el poder de sis municipis de l'estat mexicà de Chiapas, tot demanant democràcia, llibertat i justícia per als indígenes.
El Subcomandant Marcos es caracteritza per les seves habilitats literàries i la traça amb els mitjans de comunicació. La seva cara coberta amb un passamuntanyes, corre pel món com a símbol de resistència com una visió contemporània del vell rostre del Che Guevara.

## La seva identitat segons el Govern Mexicà
El 9 de febrer de 1995 el govern mexicà va declarar públicament que ja sabia la identitat de l'encaputxat, identificant-lo com a Rafael Sebastián Guillén Vicente, ex-professor universitari a la Ciutat de Mèxic.
Guillén va néixer a Mèxic, fill d'immigrants de Zamora. Va estudiar a un institut jesuïta a Tampico per després traslladar-se a Mèxic DF, on es va llicenciar en Filosofia per la Universitat Nacional Autònoma de Mèxic (UNAM) amb la tesi "Filosofia i educació: pràctiques discursives i pràctiques ideològiques en els llibres de primària". Després va començar la seva activitat com a professor a la UNAM, que es va veure truncada per la seva activitat revolucionària.
Marcos sempre ha negat ser Rafael Guillén, la família d'aquest diu que no sap on para i que mai diran si Marcos i Rafael són la mateixa persona. Tot i això, durant la Gran Marxa a la capital l'any 2001, Marcos va visitar la UNAM i durant el discurs va deixar clar que ja havia estat allà abans.
Com moltes persones de la seva generació, Marcos va estar afectat per la Matança de Tlatelolco l'any 1968 i va ingressar a una organització maoista per passar posteriorment al zapatisme.
Tot i això, el fet de participar en moviments indígenes de Chiapas, va transformar la seva ideologia tot acostant-la a visions revolucionàries més modernes. Altres idees que ha anat exponent als seus discursos i accions estan més relacionades amb els ideals marxistes revisionistes de l'italià Antonio Gramsci, molt populars a Mèxic, quan ell estudiava a la UNAM.